# ぬのびき型消防艇
ぬのびき型消防艇（ぬのびきがたしょうぼうてい）は、海上保安庁に所属していた消防艇。海上保安庁の船種はFM（PC型巡視艇相当）であった。

## 開発
1969年（昭和44年）、多発するタンカーの炎上事故に対応するために、海上保安庁はタンカー火災に対応できるひりゆう型消防船3隻を主要港に配備した。一方で、地方の港湾における船舶火災に対応できる小型の消防艇が求められ、1974年（昭和49年）2月25日、1番船の「ぬのびき」が竣工した。

## 設計
各地に配備されていたおとわ型消防艇などの小型消防艇を代替し、10万トン級の石油タンカーの火災に対応できるように設計された。外観はひりゆう型消防船を小型化したような大型の櫓が特徴である。エンジンは、600馬力のディーゼル1基と500馬力のディーゼル2基を装備し、消火活動時は主機関を消防ポンプ駆動に用いて、小型エンジン2基で移動する。

### 消防用設備
ひりゆう型消防船と比べて、ほぼ半分の消火装備を有する。
第1放水甲板（櫓最上層）には、近距離火災に用いる放水銃（放水能力：3,000L/分）を2基装備する。船橋天井には、類焼を防ぐための冷却用海水を放水する海水専用放水銃（放水能力：6,000L/分）を1基設置している。第2甲板（櫓中層）には、夜間に用いる探照灯を設置した。消火に主に用いるのは、船首に搭載した泡水兼用放水銃（放水能力：1,800L/分）1基である。さらに、陸上への送水援護や部分消火用に6,000L/分の送水が可能なホース接手を船橋前方に2基備えている。
自衛用の設備として、海水を扇状に噴霧するノズルが設置されているほか、油処理剤の散布装置も搭載している。

## 運用

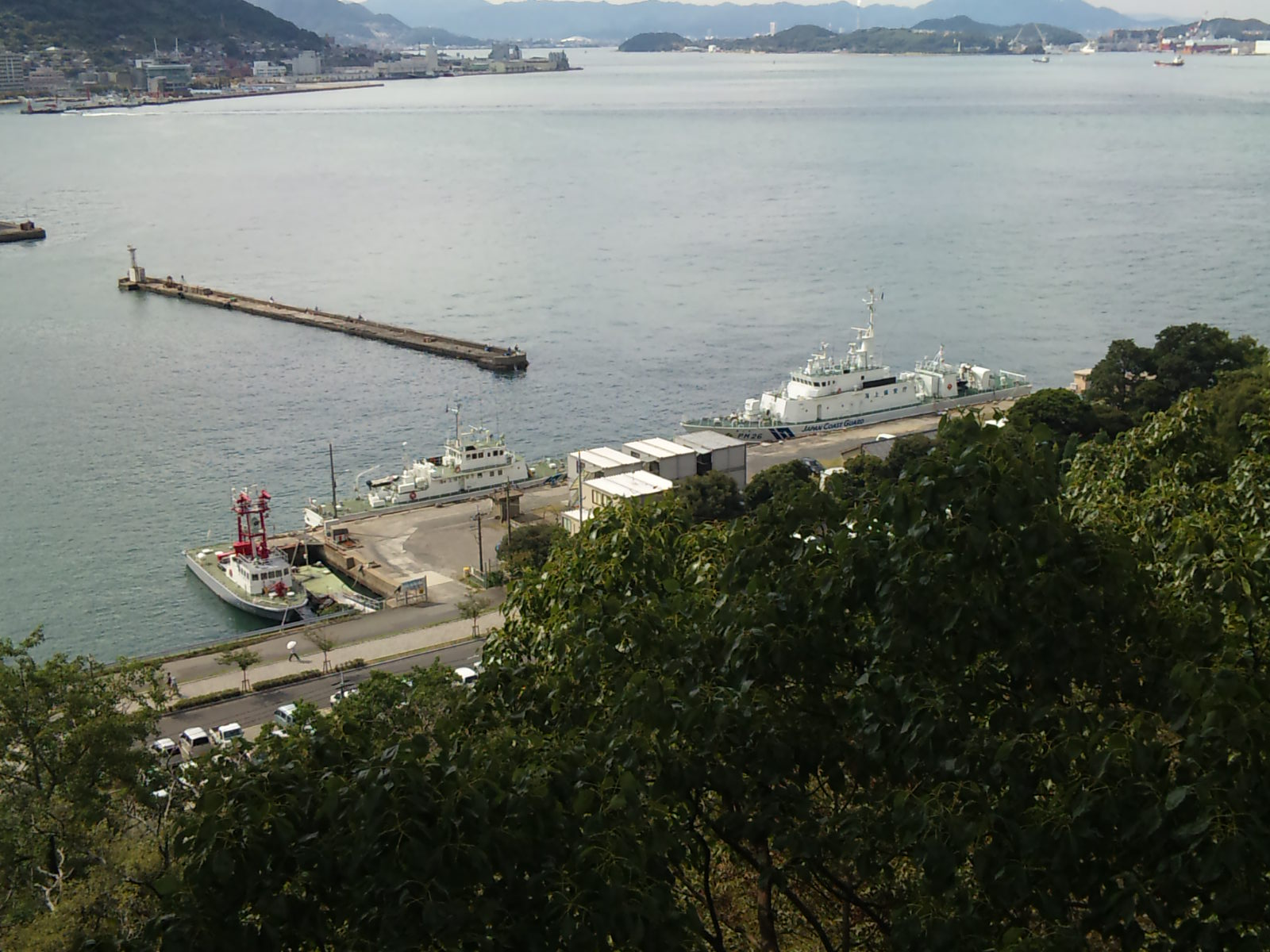
門司海上保安部における「きよたき」（左）

1番船「ぬのびき」が就役した1974年（昭和49年）に起きた第十雄洋丸事件では、ひりゆう型消防船3隻が消火活動にあたったが、鎮火できずに第十雄洋丸を撃沈処分するという結果になった。海上保安庁ではひりゆう型消防船に加えて本級の配備も強化し、1981年（昭和56年）までに10隻のぬのびき型消防艇が建造された。
1999年（平成11年）に老朽化のため3番船「おとわ」が退役し、2013年（平成25年）2月12日に最後に残った「きよたき」が解役されて、全船が解役した。後継として、本級以上の消火能力を有するよど型巡視艇が建造されている。

## 同型船
| 計画年度 | 船番 | 船名       | 就役／配属替え | 配属管区 | 保安部署                        | 解役           | 備考                     |
| -------- | ---- | ---------- | -------------- | -------- | ------------------------------- | -------------- | ------------------------ |
|          | FM01 | ぬのびき   | 1974年2月25日  | 第五管区 | 神戸海上保安部                  | 2000年10月31日 | PC24、PC25配属により解役 |
|          | FM02 | よど       | 1975年3月20日  | 第三管区 | 茨城海上保安部 鹿島海上保安署   | 2002年3月13日  | PC51配属により解役       |
|          | FM03 | おとわ     | 1974年12月25日 | 第三管区 | 千葉海上保安部 木更津海上保安署 | 1999年8月12日  | PC23配属により解役       |
|          | FM04 | しらいと   | 1975年2月28日  | 第四管区 | 名古屋海上保安部                | 2013年1月11日  | PC23配属替えにより解役   |
|          | FM05 | ことびき   | 1976年1月31日  | 第六管区 | 広島海上保安部 岩国海上保安署   | 2003年3月11日  | PC52配属により解役       |
|          | FM06 | なち       | 1976年2月14日  | 第六管区 | 徳山海上保安部                  | 2003年3月11日  | PC53なち配属により解役   |
|          | FM07 | けごん     | 1977年1月29日  | 第五管区 | 姫路海上保安部                  | 2003年3月11日  | PC54配属により解役       |
|          | FM08 | みのお     | 1978年1月27日  | 第七管区 | 大分海上保安部                  | 2013年1月11日  | PC24配属替えにより解役   |
|          | FM09 | りゆうせい | 1980年3月24日  | 第一管区 | 室蘭海上保安部                  | 2013年1月28日  | PC56配属により解役       |
|          | FM10 | きよたき   | 1980年3月25日  | 第七管区 | 門司海上保安部                  | 2013年2月12日  | PC25配属替えにより解役   |